# Leucanopsis sthenia
Leucanopsis sthenia là một loài bướm đêm thuộc phân họ Arctiinae, họ Erebidae.